# Ор Тиваидски
Ор Тиваидски, Ава Ор је хришћански испосник и светитељ.
Православна црква га прославља 7.(20.) августа.
Подвизавао се у Тиваиди Египатској на Нитријској Гори. Основао је неколико манастира, у којима је био игуман и исповедник. 
У сачуваним записима монаха Руфина описан је на следећи начин: "У својој одећи он је личио на агела Божјег, деведесетолетни старац с дугом брадом као снег белом, веома пријатне спољашности. Поглед његов светлио се нечим надчовечанским".
Иако је био неписмен, напамет је знао Свето Писмо.  
Ава Ор се славио међу многим Светим оцима и зато што је за један дан, уз помоћ братије, подизао келије за многе монахе који би к њему дошли. 
Умро је у дубокој старости, око 390. године.